# Olympische Sommerspiele 2000/Leichtathletik – 4 × 100 m (Frauen)

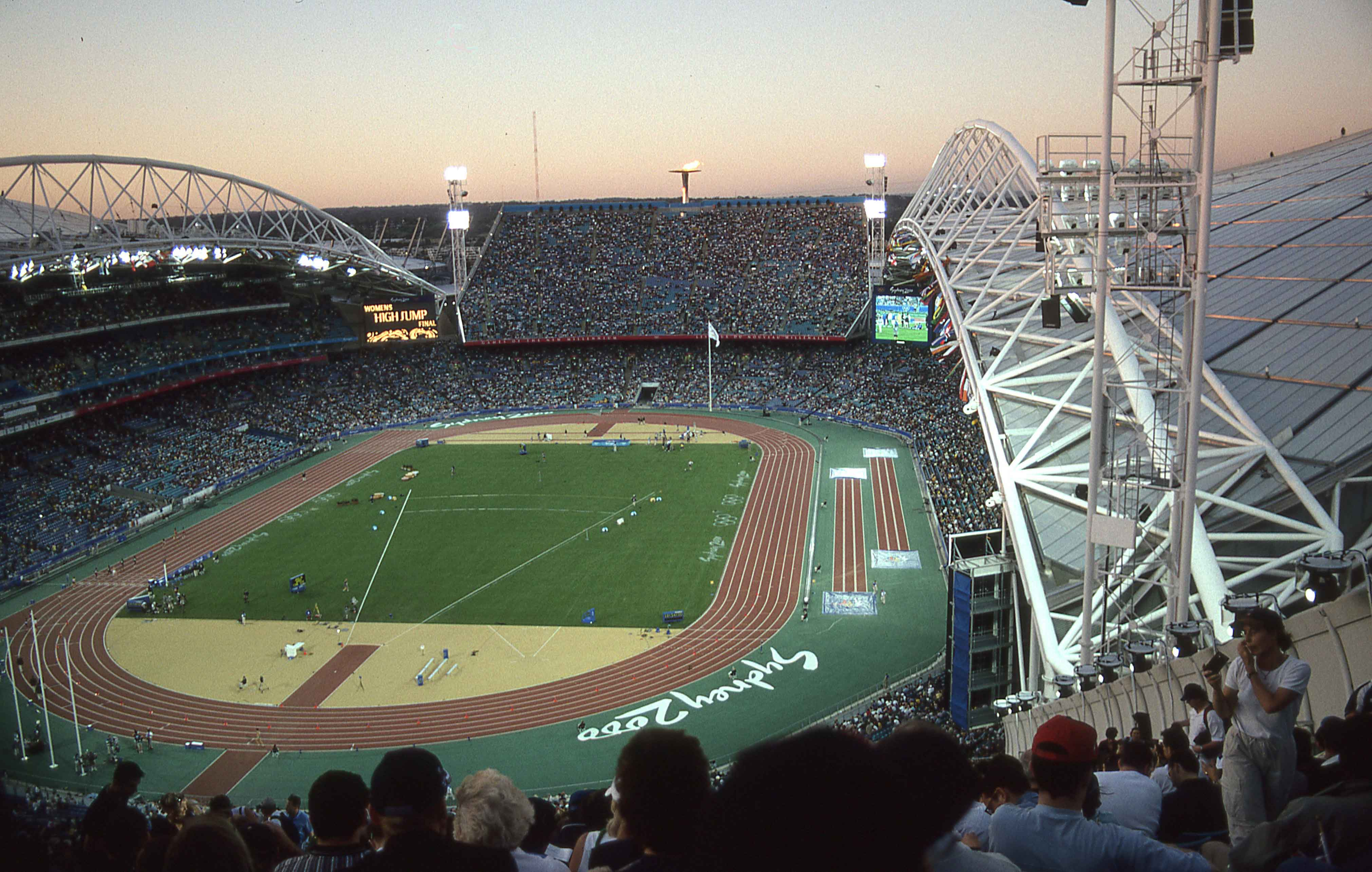
Das frühere ANZ Stadium von Sydney während der Olympischen Spiele 2000

Die 4-mal-100-Meter-Staffel der Frauen bei den Olympischen Spielen 2000 in Sydney wurde am 29. und 30. September 2000 im Stadium Australia ausgetragen. In 25 Staffeln nahmen 108 Athletinnen teil.
Olympiasiegerinnen wurden die Sprinterinnen von den Bahamas in der Besetzung Sevatheda Fynes, Chandra Sturrup, Pauline Davis-Thompson und Debbie Ferguson (Finale). In den Vorläufen sowie den Halbfinals kam außerdem Eldece Clarke-Lewis zum Einsatz.
Silber gewann Jamaika (Tayna Lawrence, Veronica Campbell, Beverly McDonald, Merlene Ottey (Finale)) sowie außerdem Merlene Frazer in den Vorläufen und den Halbfinals.
Bronze ging an die USA mit Chryste Gaines, Torri Edwards, Nanceen Perry und Marion Jones (Finale) sowie außerdem Passion Richardson in den Vorläufen und den Halbfinals. Später gab es ein Hin und Her bezüglich der Entscheidung über die Vergabe der Bronzemedaille. Diese wurde der US-Staffel aufgrund der Teilnahme der gedopten Marion Jones zunächst aberkannt, nach einer Klage der davon betroffenen Athletinnen dem Team jedoch wieder zuerkannt. – siehe dazu Abschnitt "Doping" unten.
Auch die in den Vorläufen sowie Halbfinals für die Medaillengewinner eingesetzten Läuferinnen erhielten entsprechendes Edelmetall.
Die deutsche Staffel erreichte das Finale und belegte Rang sechs.

Staffeln aus der Schweiz, Österreich und Liechtenstein nahmen nicht teil.

## Aktuelle Titelträgerinnen
| Olympiasiegerinnen 1996                      | USA        | 41,95 s | Atlanta 1996    |
| Weltmeisterinnen 1999                        | Bahamas    | 41,92 s | Sevilla 1999    |
| Europameisterinnen 1998                      | Frankreich | 42,59 s | Budapest 1998   |
| Panamerikanischer Meisterinnen 1999          | Jamaika    | 42,62 s | Winnipeg 1999   |
| Zentralamerika und Karibik-Meisterinnen 1999 | Jamaika    | 44,18 s | Bridgetown 1999 |
| Südamerika-Meisterinnen 1999                 | Kolumbien  | 44,12 s | Bogotá 1999     |
| Asienmeisterinnen 2000                       | Sri Lanka  | 44,23 s | Jakarta 2000    |
| Afrikameisterinnen 2000                      | Ghana      | 43,99 s | Algier 2000     |
| Ozeanienmeisterinnen 2000                    | Neuseeland | 48,36 s | Adelaide 2000   |

## Rekorde

### Bestehende Rekorde
| Weltrekord         | 41,37 s | DDR (Silke Gladisch, Sabine Günther, Ingrid Auerswald, Marlies Göhr) | Canberra, Australien                          | 6. Oktober 1985 |
| Olympischer Rekord | 41,60 s | DDR (Romy Müller, Bärbel Wöckel, Ingrid Auerswald, Marlies Göhr)     | Fiale OS Moskau, Sowjetunion (heute Russland) | 1. August 1980  |

### Rekordverbesserungen
Der bestehende olympische Rekord wurde auch bei diesen Spielen nicht erreicht. Die schnellste Zeit erzielte die Staffel der Olympiasiegerinnen von den Bahamas mit 41,95 s im Finale am 30. September. Der Olympiarekord wurde damit 35 Hundertstelsekunden, der Weltrekord um 58 Hundertstelsekunden verfehlt.
Es gab vier Landesrekorde:
- 43,77 s – Ghana (Mavis Akoto, Monica Twum, Veronica Bawuah, Vida Nsiah), dritter Vorlauf am 29. September
- 44,34 s – Elfenbeinküste (Amandine Allou Affoué, Makaridja Sanganoko, Mary Gnahoré, Louise Ayétotché), dritter Vorlauf am 29. September
- 43,61 s – Madagaskar (Monica Rahanitraniriana, Ony Paule Ratsimbazafy, Rosa Rakotozafy, Hanitriniaina Rakotondrabé), dritter Vorlauf am 29. September
- 43,19 s – Ghana (Mavis Akoto, Monica Twum, Veronica Bawuah, Vida Nsiah), erstes Halbfinale am 29. September

## Doping
2007 gestand die schon längere Zeit unter Dopingverdacht stehende US-Amerikanerin Marion Jones die Einnahme von Tetrahydrogestrinon (THG). Kurze Zeit später räumte sie ein, während der Spiele von Sydney gedopt gewesen zu sein. Im Oktober 2007 gab sie ihre hier gewonnenen Medaillen – Gold über 100-, 200 Meter und mit der 4-mal-400-Meter-Staffel sowie Bronze mit der 4-mal-100-Meter-Staffel und im Weitsprung – zurück. Am 23. November 2007 wurde sie durch den Weltleichtathletikverband IAAF für zwei Jahre gesperrt. Gleichzeitig wurden ihre Ergebnisse rückwirkend zum 1. September 2000 annulliert.
Die Disqualifikation der beiden US-Staffeln durch das IOC wurde nach einer Klage von sieben der acht betroffenen Athletinnen, der der Internationale Sportgerichtshof CAS im Juli 2010 stattgab, zurückgenommen. So blieb alleine Marion Jones von der Aberkennung der beiden Staffelmedaillen betroffen.

## Vorrunde
Insgesamt wurden vier Vorläufe absolviert. Für das Halbfinale qualifizierten sich pro Lauf die ersten drei Staffeln. Darüber hinaus kamen die vier Zeitschnellsten, die sogenannten Lucky Loser, weiter. Die direkt qualifizierten Teams sind hellblau, die Lucky Loser hellgrün unterlegt.
Anmerkung: Alle Zeitangaben sind auf Ortszeit Sydney (UTC+10) bezogen.

### Vorlauf 1
29. September 2000, 10:45 Uhr
| Platz | Staffel        | Besetzung                                                                | Zeit (s) |
| ----- | -------------- | ------------------------------------------------------------------------ | -------- |
| 1     | Frankreich     | Sandra Citte (Vorlauf/Halbfinale) Fabé Dia Muriel Hurtis Christine Arron | 43,23    |
| 2     | Griechenland   | Paraskevi Patoulidou Effrosyni Patsou Ekaterini Koffa Ekaterini Thanou   | 43,46    |
| 3     | Polen          | Marzena Pawlak Joanna Balcerczak Agnieszka Rysiukiewicz Zuzanna Radecka  | 44,05    |
| 4     | Thailand       | Wirawan Ruamsuk Supavadee Khawpeag Orranut Klomdee Trecia Roberts        | 44,51    |
| 5     | BR Jugoslawien | Elvira Pančić Mila Savić Biljana Mitrović Vukosava Đapić                 | 45,02    |
| DNF   | Australien     | Elly Hutton Lauren Hewitt Sharon Cripps Melinda Gainsford-Taylor         |          |

### Vorlauf 2
29. September 2000, 10:53 Uhr
| Platz | Staffel             | Besetzung                                                                             | Zeit (s) |
| ----- | ------------------- | ------------------------------------------------------------------------------------- | -------- |
| 1     | Jamaika             | Tayna Lawrence Veronica Campbell Beverly McDonald Merlene Frazer (Vorlauf/Halbfinale) | 42,46    |
| 2     | Deutschland         | Gabi Rockmeier Sabrina Mulrain Andrea Philipp Marion Wagner                           | 42,82    |
| 3     | Volksrepublik China | Zeng Xiujun Liu Xiaomei Qin Wangping Li Xuemei                                        | 43,07    |
| 4     | Großbritannien      | Joice Maduaka Marcia Richardson Sarah Wilhelmy (Vorlauf) Shani Anderson               | 43,26    |
| 5     | Kolumbien           | Digna Luz Murillo (Vorlauf) Ximena Restrepo Mirtha Brock Felipa Palacios              | 44,08    |
| 6     | Kanada              | Atia Weekes Esi Benyarku Tamara Perry Martha Adusei                                   | 44,08    |

### Vorlauf 3
29. September 2000, 11:01 Uhr
| Platz | Staffel        | Besetzung                                                                                       | Zeit (s) | Anmerkung |
| ----- | -------------- | ----------------------------------------------------------------------------------------------- | -------- | --------- |
| 1     | Bahamas        | Eldece Clarke-Lewis (Vorlauf/Halbfinale) Chandra Sturrup Pauline Davis-Thompson Sevatheda Fynes | 42,58    |           |
| 2     | Finnland       | Manuela Bosco Sanna Hernesniemi-Kyllönen Johanna Manninen Heidi Hannula                         | 43,66    |           |
| 3     | Ghana          | Mavis Akoto Monica Twum Veronica Bawuah (Vorlauf) Vida Nsiah                                    | 43,77    | NR        |
| 4     | Ukraine        | Iryna Pucha Anschela Krawtschenko Olena Pastuschenko-Sinjawina Olena Krassowska                 | 43,93    |           |
| 5     | Elfenbeinküste | Amandine Allou Affoué Makaridja Sanganoko Mary Gnahoré Louise Ayétotché                         | 44,34    | NR        |
| 6     | Indien         | Valdivel Jayalakshmi Vinita Tripathi Saraswati Saha Rachita Mistry                              | 45,20    |           |

### Vorlauf 4
29. September 2000, 11:09 Uhr
| Platz | Staffel    | Besetzung                                                                                       | Zeit (s) | Anmerkung |
| ----- | ---------- | ----------------------------------------------------------------------------------------------- | -------- | --------- |
| 1     | USA        | Chryste Gaines Torri Edwards Nanceen Perry Passion Richardson (Vorlauf/Halbfinale)              | 42,92    |           |
| 2     | Russland   | Natalja Ignatowa Marina Trandenkowa Marina Kislowa (Vorlauf) Natalja Pomoschtschnikowa-Woronowa | 43,15    |           |
| 3     | Nigeria    | Glory Alozie Benedicta Ajudua Mercy Nku Mary Onyali-Omagbemi                                    | 43,28    |           |
| 4     | Madagaskar | Monica Rahanitraniriana Ony Paule Ratsimbazafy Rosa Rakotozafy Hanitriniaina Rakotondrabé       | 43,61    | NR        |
| 5     | Sri Lanka  | Tamara Deepika Pradeepa Herath Nimmi de Zoysa Damayanthi Darsha                                 | 44,51    |           |
| 6     | Usbekistan | Elena Kwiatowskaja Lyubov Perepelova Ljudmila Dmitriadi Goʻzal Xubbiyeva                        | 45,14    |           |
| 7     | Kamerun    | Esther Mvondo Anne-Marie Mouri-Nkeng Carine Eyenga Françoise Mbango Etone                       | 45,82    |           |

## Halbfinale
Für das Finale qualifizierten sich in den beiden Läufen die jeweils ersten drei Staffeln. Darüber hinaus kamen die zwei Zeitschnellsten, die sogenannten Lucky Loser, weiter. Die direkt qualifizierten Mannschaften sind hellblau, die Lucky Loser hellgrün unterlegt.
In den Staffeln gab es folgende Besetzungsänderungen:
- Russland – Irina Chabarowa lief anstelle von Marina Kislowa.
- Ghana – Vida Anim kam für Veronica Bawuah zum Einsatz.
- Großbritannien – Samantha Davies für Sarah Wilhelmy.
- Kolumbien – Digna Luz Murillo wurde durch Melissa Murillo ersetzt.

### Lauf 1
29. September 2000, 20:20 Uhr
| Platz | Staffel      | Besetzung                                                                                                  | Zeit (s) | Anmerkung |
| ----- | ------------ | --- | -------- | --------- |
| 1     | Bahamas      | Eldece Clarke-Lewis (Vorlauf/Halbfinale) Chandra Sturrup Pauline Davis-Thompson Sevatheda Fynes            | 42,42    |           |
| 2     | USA          | Chryste Gaines Torri Edwards Nanceen Perry Passion Richardson (Vorlauf/Halbfinale)                         | 42,82    |           |
| 3     | Nigeria      | Glory Alozie Benedicta Ajudua Mercy Nku Mary Onyali-Omagbemi                                               | 43,82    |           |
| 4     | Russland     | Natalja Ignatowa Marina Trandenkowa Irina Chabarowa (Halbfinale/Finale) Natalja Pomoschtschnikowa-Woronowa | 43,15    |           |
| 5     | Ghana        | Mavis Akoto Monica Twum Vida Anim (Halbfinale) Vida Nsiah                                                  | 43,19    | NR        |
| 6     | Ukraine      | Iryna Pucha Anschela Krawtschenko Olena Pastuschenko-Sinjawina Olena Krassowska                            | 43,31    |           |
| 7     | Griechenland | Paraskevi Patoulidou Effrosyni Patsou Ekaterini Koffa Ekaterini Thanou                                     | 43,53    |           |
| 8     | Madagaskar   | Monica Rahanitraniriana Ony Paule Ratsimbazafy Rosa Rakotozafy Hanitriniaina Rakotondrabé                  | 43,61    |           |

### Lauf 2
29. September 2000, 20:28 Uhr
| Platz | Staffel             | Besetzung                                                                             | Zeit (s) |
| ----- | ------------------- | ------------------------------------------------------------------------------------- | -------- |
| 1     | Jamaika             | Tayna Lawrence Veronica Campbell Beverly McDonald Merlene Frazer (Vorlauf/Halbfinale) | 42,15    |
| 2     | Frankreich          | Sandra Citte (Vorlauf/Halbfinale) Fabé Dia Muriel Hurtis Christine Arron              | 42,42    |
| 3     | Deutschland         | Gabi Rockmeier Sabrina Mulrain Andrea Philipp Marion Wagner                           | 42,85    |
| 4     | Volksrepublik China | Zeng Xiujun Liu Xiaomei Qin Wangping Li Xuemei                                        | 43,04    |
| 5     | Großbritannien      | Joice Maduaka Marcia Richardson Samantha Davies (Halbfinale) Shani Anderson           | 43,19    |
| 6     | Finnland            | Manuela Bosco Sanna Hernesniemi-Kyllönen Johanna Manninen Heidi Hannula               | 43,50    |
| 7     | Polen               | Marzena Pawlak Joanna Balcerczak Agnieszka Rysiukiewicz Zuzanna Radecka               | 44,057   |
| 8     | Kolumbien           | Melissa Murillo (Halbfinale) Ximena Restrepo Mirtha Brock Felipa Palacios             | 44,08    |

## Finale
30. September 2000, 19:40 Uhr
| Platz | Staffel             | Besetzung | Zeit (s) |
| ----- | ------------------- | --- | -------- |
| 1     | Bahamas             | Savatheda Fynes Chandra Sturrup Pauline Davis-Thompson Debbie Ferguson (Finale) in den Vorläufen/Halbfinals außerdem: Eldece Clarke-Lewis            | 41,95    |
| 2     | Jamaika             | Tayna Lawrence Veronica Campbell Beverly McDonald Merlene Ottey (Finale) in den Vorläufen/Halbfinals außerdem: Merlene Frazer                        | 42,13    |
| 3     | USA                 | Chryste Gaines Torri Edwards Nanceen Perry Marion Jones (Finale) in den Vorläufen/Halbfinals außerdem: Passion Richardson                            | 42,20    |
| 4     | Frankreich          | Linda Ferga (Finale) Muriel Hurtis Fabé Dia Christine Arron in den Vorläufen/Halbfinals außerdem: Sandra Citte                                       | 42,42    |
| 5     | Russland            | Natalja Ignatowa Marina Trandenkowa Irina Chabarowa (Halbfinale/Finale) Natalja Pomoschtschnikowa-Woronowa in den Vorläufen außerdem: Marina Kislowa | 43,02    |
| 6     | Deutschland         | Gabi Rockmeier Sabrina Mulrain Andrea Philipp Marion Wagner                                                                                          | 43,11    |
| 7     | Nigeria             | Glory Alozie Benedicta Ajudua Mercy Nku Mary Onyali-Omagbemi                                                                                         | 44,05    |
| 8     | Volksrepublik China | Zeng Xiujun Liu Xiaomei Qin Wangping Li Xuemei | 44,87    |

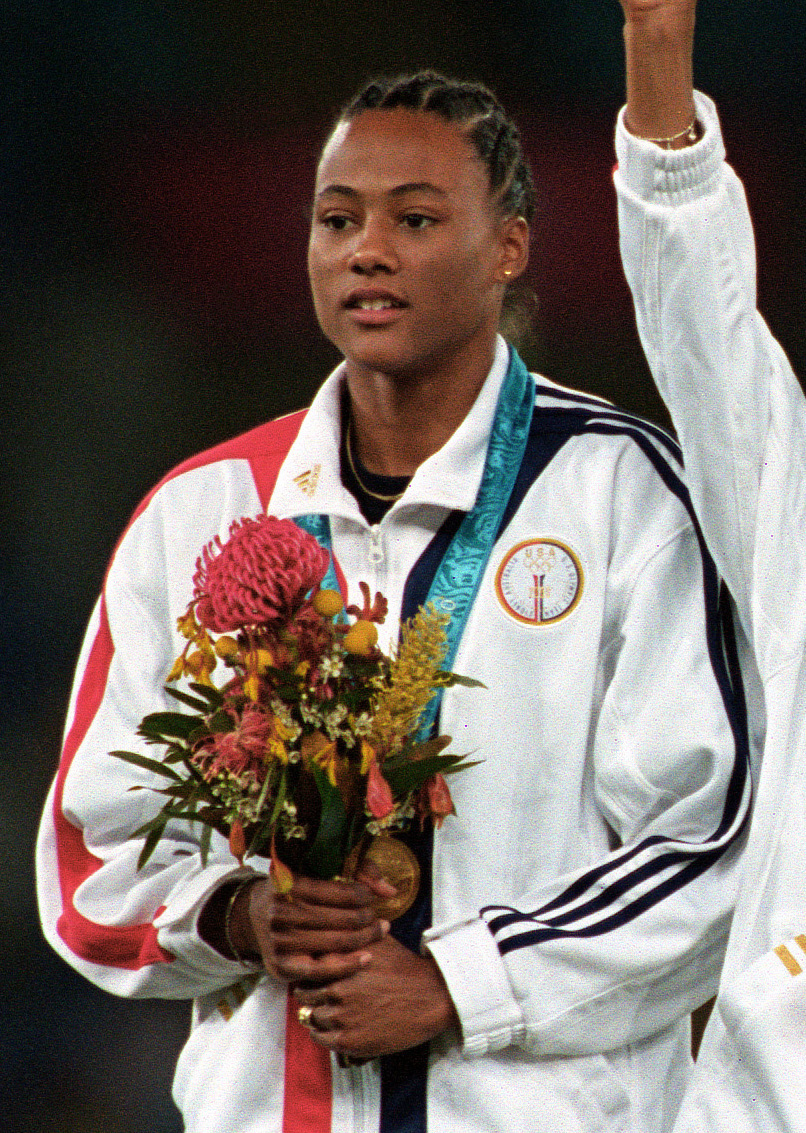
Die US-amerikanische Dopingsünderin Marion Jones bei der Siegerehrung

Die Favoritenstaffeln kamen vor allem aus den Vereinigten Staaten mit der zum Zeitpunkt des Rennens noch startberechtigten Topläuferin Marion Jones, von den Bahamas, den amtierenden Weltmeisterinnen, und aus Jamaika, WM-Dritte 1999 und Vizeweltmeisterinnen 1997.
Zum Finale gab es bei vier Staffeln Besetzungsänderungen.
- Bahamas – Eldece Clarke-Lewis wurde durch Debbie Ferguson ersetzt.
- Jamaika – Merlene Ottey lief für Merlene Frazer.
- USA – Marion Jones ersetzte Passion Richardson.
- Frankreich – Linda Ferga wurde anstelle von Sandra Citte eingesetzt.

Savatheda Fynes, Startläuferin für die Bahamas, übergab den Staffelstab als Erste. Die US-Amerikanerinnen führten ihre Wechsel nicht sauber aus, somit verloren sie viel an Boden. Nach dem letzten Wechsel lag Schlussläuferin Marion Jones an dritter Stelle hinter der für die Bahamas führenden Debbie Ferguson und der Jamaikanerin Merlene Ottey. Jones konnte den Rückstand nicht mehr aufholen. So gab es zunächst einmal Bronze für die USA, Silber für Jamaika und Gold für die Bahamas.
Für die Staffel der Bahamas war es der erste Olympiasieg. Die Jamaikanerin Merlene Ottey gewann bei ihrer sechsten Olympiateilnahme ihre neunte Medaille. Damit war sie, obwohl ohne Olympiasieg, die erfolgreichste Medaillensammlerin unter den Leichtathletinnen bei Olympischen Spielen.
Wie oben im Abschnitt "Doping" beschrieben gab es ein Hin und Her bezüglich der Entscheidung über die Vergabe der Bronzemedaille. Diese wurde der US-Staffel aufgrund der Teilnahme der gedopten Marion Jones zunächst aberkannt, nach einer Klage der davon betroffenen Athletinnen dem Team jedoch wieder zuerkannt.

## Video
- Women's 4x100 Relay Finals - 2000 Sydney Olympics Track & Field, youtube.com, abgerufen am 7. Februar 2022